# Douglas Anakin
Douglas Thomas „Doug“ Anakin (* 6. November 1930 in Chatham, Ontario; † 25. April 2020) war ein kanadischer Bobfahrer und Rodler. Er wurde 1964 Olympiasieger im Viererbob.

## Karriere
Anakin studierte an der Queen’s University. Danach arbeitete er als Sportlehrer und war als Trainer in den Sportarten Ringen, Football und Skifahren tätig. Zu Beginn der 1960er Jahre begann sich der passionierte Bergsteiger für den Bobsport zu interessieren. Vor den Olympischen Winterspielen 1964 stieß er zum kanadischen Viererbobteam, dem auch Victor Emery, John Emery und Peter Kirby angehörten.
Als haushohe Favoriten für den Sieg galten die Österreicher und Italiener. Die Kanadier konnten nur viermal auf der Olympia-Bobbahn Igls trainieren, im Gegensatz zu zahlreichen Konkurrenten, die schon Wochen vorher angereist waren. Völlig überraschend unterboten die Kanadier im ersten Lauf den Bahnrekord, behaupteten sich bis zum Schluss an der Spitze und gewannen die Goldmedaille. Anakin nahm auch am Einsitzer-Wettbewerb der Rodler teil, konnte das Rennen aber nicht beenden.
1967 trat Anakin vom Spitzensport zurück. Von 1971 bis zu seiner Pensionierung im Jahr 1990 unterrichtete er am renommierten John Abbott College. Er wurde zu einem der bedeutendsten Förderer des Rodelns in Kanada. Bei den Olympischen Winterspielen 1972 in Sapporo war er Trainer der kanadischen Rodelmannschaft. Nach ihm benannt ist ein Stipendienprogramm des John Abbott College.